# トジツキハジメ
トジツキハジメ（11月4日 - ）は、日本の漫画家。血液型はO型。

## 作品リスト

### 単行本
- 白猫（2005年、海王社）
- 不連続世界（2006年、海王社）
- 前略（2007年、海王社）
- 初恋の病（2007年、フロンティアワークス）
- ナインストーリズ 1（2007年、幻冬舎）
- 千一秒物語（2008年、海王社）
- 徒然（2008年、新書館）
- 俺と彼女と先生の話（2009年、新書館）
- 物語は死で終わらない（2010年、新書館）
- さきっちょだけでも（2010年、竹書房）
- 蝶尾（2011年、海王社）
- 僕と彼女と先輩の話（2011年、新書館）
- 神隠し寮奇譚（2011年、徳間書店）
- 俺と彼等と彼女の話（2013年、新書館）
- カナさん（2013年、竹書房）
- SK8R'S（ビッグコミックス、小学館）
  1. 2014年3月、ISBN 978-4-09-186136-8
  2. 2014年10月、ISBN 978-4-09-186519-9
  3. 2015年6月、ISBN 978-4-09-187057-5
- NEIN（新書館）
  1. 2018年8月、ISBN 978-4-403-62266-3
  2. 2018年8月、ISBN 978-4-403-62267-0
- シーズン4（2019年11月、新書館）ISBN 978-4-403-62293-9
- double suicide（2021年、海王社）

### イラスト
- 捕らわれの君に目覚めのキスを（鹿能リコ）（2005年、マイクロマガジン社）
- 獅子座の男（小川いら）（2006年、幻冬舎コミックス）
- 太陽を抱く男（小川いら）（2007年、幻冬舎コミックス）

| スタブアイコン | サブスタブ | この項目は、まだ閲覧者の調べものの参照としては役立たない、漫画家・漫画原作者に関連した書きかけの項目です。この項目を加筆・訂正などしてくださる協力者を求めています（P:漫画/PJ:漫画家）。 |